# Tránsito (novela)
Pasaje es una novela de ciencia ficción de Connie Willis, publicada en 2001. La novela ganó el Premio Locus a la Mejor Novela en 2002, fue preseleccionada para el Premio Nébula en 2001, y recibió nominaciones para los premios Hugo, Campbell, y Clarke en 2002.
El Pasaje sigue los esfuerzos de Joanna Lander, una psicóloga de investigación, por comprender el fenómeno de las experiencias cercanas a la muerte (o ENDs) entrevistando a los pacientes del hospital después de que se reviven tras la muerte clínica. Su trabajo con el Dr. Richard Wright, un neurólogo que ha descubierto una forma de inducir químicamente un END artificial y realizar un escáner cerebral "RIPT"  durante la experiencia, la lleva a descubrir el propósito biológico de los ENDs.
El académico de ciencia ficción Gary K. Wolfe escribe: "Willis intenta algo verdaderamente asombroso: sin recurrir al sobrenaturalismo por un lado o al reportaje clínico por otro, sin renunciar a su metáfora central, busca levantar el velo sobre lo que realmente sucede dentro de una mente moribunda" A través del trabajo de Lander, el Dr. Wright es capaz de desarrollar una medicina que devuelve a los pacientes a la muerte clínica.
La novela contiene discusiones esclarecedoras sobre varios desastres, incluyendo el RMS Titanic, el incencio del circo de Hartford, el desastre de Hindenburg, la Erupción del Monte Vesubio en el 79, la erupción de Krakatoa en 1883, el Desastre de la Melaza de Boston, y, casi tan prominentemente como el Titanic, el hundimiento del USS Yorktown. (Willis ha escrito extensamente en varias novelas sobre los eventos de la Segunda Guerra Mundial.)

## Antecedentes
La inspiración de Connie Willis para Pasaje vino en parte de la muerte de su madre, cuando Willis tenía 12 años. Willis se sentía frustrada porque sus familiares y amigos trataban de consolarla con tópicos, así que quería escribir una novela que tratara la muerte con honestidad y que pudiera ayudar a la gente a entender el proceso de la muerte y el luto.
El personaje de Maurice Mandrake se inspiró en la ira de Willis hacia los psíquicos y médiums que se aprovechan de las personas vulnerables.

## Resumen de la trama
Joanna Lander, psicóloga clínica, entrevista a pacientes que han tenido experiencias cercanas a la muerte; ella aspira a comprender lo que ocurre entre los momentos en que una persona muere y luego es revivida. Se siente frustrada cuando muchos de sus pacientes no pueden o no quieren dar información precisa sobre sus experiencias. Se da cuenta de que las pruebas científicas están contaminadas por la influencia del Dr. Maurice Mandrake, un persistente y casi omnipresente "investigador" charlatán que publica libros de gran éxito de ventas sobre experiencias cercanas a la muerte y convence a los pacientes de que sus experiencias ocurrieron exactamente de la forma en que sus libros describen las END, como el aprendizaje de secretos cósmicos de los ángeles:
 

Lo recordaron todo por él, y entraron en el túnel de características cercanas a la muerte y conocieron a Jesús, recordaron la Luz y la revisión de vida y los encuentros con los seres queridos fallecidos. Olvidando convenientemente las vistas y sonidos que no encajaban y evocando los que sí. Y eliminando completamente lo que realmente ocurrió.

El Dr. Richard Wright, que ha descubierto una manera de inducir ENDs artificiales en pacientes y monitorear su actividad cerebral en todo momento, contacta a Joanna y le pregunta si se unirá a su estudio de investigación y entrevistará a sus pacientes después de inducir ENDs. Ella está de acuerdo. Son intelectualmente compatibles y tienen un interés romántico mutuo en ciernes.
Mandrake considera a la pareja sus competidores, y sabotea sus esfuerzos acercándose a los pacientes revividos antes de que puedan hacerlo. El método de Mandrágora es hacer preguntas melifluas a los pacientes y por lo tanto manchar sus auto-reportados ENDs; esto causa a Joanna y Richard dificultades para encontrar voluntarios no entrevistados para su propio estudio. El lector se entera más tarde de que dos de sus voluntarios son mentirosos, lo que también corrompe sus conjeturas.
Al no haber suficientes voluntarios para una metodología adecuada, Joanna elige someterse al proceso. Consigue la ayuda de Tish, una enfermera, para ayudar con la preparación; Tish está feliz de hacerlo, porque piensa que Richard Wright es "lindo" y puede coquetear con él mientras Joanna está "bajo".
Joanna se encuentra en un oscuro pasaje que, a través de más ENDs, se da cuenta de que es parte de una versión onírica del RMS Titanic, en la que se encuentra con pasajeros del Titanic real, así como con alguien simbólicamente cercano a la muerte, un profesor de secundaria con el que había estudiado una década antes, el Sr. Pat Briarley. Entre las sesiones de la END, Joanna se esfuerza por averiguar por qué ve el Titanic, y finalmente encuentra al Sr. Briarley, que hablaba a menudo del Titanic en clase. Joanna descubre que el Sr. Briarley, que alguna vez fue un profesor muy animado y entusiasta, ahora sufre alzheimer. Esto es aplastante para Joanna, quien estaba segura de que el Sr. Briarley podía darle "la llave" para aclarar por qué ve el Titanic. Sin embargo, la sobrina del Sr. Briarley, Kit, promete ayudar.
Joanna también consulta con Maisie Nellis, una niña de nueve años que sufre de un defecto cardíaco, "fibrilación ventricular", porque Maisie, una racionalista nata, sólo da información precisa sobre sus END. Maisie también le da a Joanna información importante sobre el Titanic.
Al hablar con sus pacientes y al someterse a más ENDs, Lander se da cuenta de que la experiencia cercana a la muerte es un mecanismo que el cerebro utiliza para crear un escenario simbólico de lo que el cerebro intenta hacer cuando se está muriendo: encontrar una vía neural adecuada por la que enviar un mensaje que pueda "poner en marcha" al resto del cuerpo de nuevo en la vida. Si la persona que tiene una experiencia real cercana a la muerte puede enviar metafóricamente un mensaje a alguien que aparece en la END, aprende (específicamente, de un paciente en coma revivido), la persona despertará y sobrevivirá.
Antes de que pueda contarle a Richard Wright su descubrimiento, va a visitar a la enfermera Vielle a la sala de emergencias y es apuñalada por un hombre trastornado por una droga llamada "pícaro". Antes de perder el conocimiento, se las arregla para decirle unas palabras a Vielle, tratando de comunicarle su descubrimiento sobre el ENDs. Se encuentra de nuevo en el Titanic y corre contra obstáculos de ensueño para escapar y despertar.
Richard Wright, al oír que Joanna está muriendo o muerta, entra en un END artificial, pensando que se encontrará en el Titanic y podrá rescatar a Lander. En cambio, se encuentra en las oficinas de la  Línea de la Estrella Blanca, donde se leen al público los nombres de las víctimas del desastre del Titanic - es demasiado tarde para "salvar" a Joanna. Se despierta muchas horas después, y Tish, llorando, le dice que Joanna ha muerto.
Mientras los amigos de Richard y Joanna luchan con su muerte, la propia Joanna permanece en el Titanic hasta que se hunde, y sus recuerdos de la vida se desvanecen.
Richard se da cuenta de que Joanna estaba tratando de decirle algo antes de morir (habían discutido la importancia de las últimas palabras), y rastrea a todas las personas con las que habló antes de ser apuñalada. Se entera de lo que Joanna descubrió. Antes de que pudiera llegar a él, Joanna le había dicho, de todas las personas, a Mandrágora, "El END es un mensaje. Es un SOS. Es una llamada de auxilio." Tomando su mensaje moribundo, Richard desarrolla un tratamiento químico que cree que puede revivir a un paciente. Maisie sufre fibrilación ventricular y muere, pero Richard utiliza con éxito su tratamiento experimental en ella, y más tarde recibe un trasplante de corazón; vivirá.
Dentro de su END final, en un barco imaginario, Joanna se encuentra a la deriva en el agua, con algunos recuerdos todavía intactos y acompañada por un niño y un perro de los que Maisie le ha hablado de otros desastres. Al final de la novela, observan la aproximación de un barco mencionado repetidamente por Ed Wojakowski.

## Personajes
- Joanna Lander - Una psicóloga clínica que intenta aprender la verdadera naturaleza de las experiencias cercanas a la muerte a través de entrevistas con los pacientes. Es amable, a menudodespistada, pero tan obstinada como Sherlock Holmes cuando busca una pista para sus investigaciones. Joanna, soltera y sin hijos, ama a Maisie Nellis, llamándola "una de las grandes niñas del mundo".[8]
- Richard Wright - Richard Wright - Un neurólogo que quiere descubrir una forma de revivir a los pacientes después de la muerte clínica. Descrito como rubio y guapo, es considerado distante por Amelia Tanaka y por la enfermera Tish, que quieren salir con él, y un gran partido por Vielle, que quiere que Joanna salga con él. Él es un criador: Joanna nunca piensa en traer el almuerzo para sí misma, aunque una broma constante en la novela es que la cafetería del hospital nunca está abierta; Richard a menudo le da a Joanna las naranjas, galletas, barras de caramelo y refrescos en los bolsillos de su abrigo que trajo de casa.
- Vielle Howard - una enfermera que trabaja en Urgencias y la mejor amiga de Joanna Lander. Se reúnen regularmente para ver películas. Vielle está enamorada de un agente policial que se parece a Denzel Washington; pero la persigue un empleado de la morgue.
- Maurice Mandrake - Maurice Mandrake - Un investigador charlatán que entrevista a pacientes que han tenido ENDs, convenciéndolos de que sus experiencias fueron exactamente como él describe en sus libros más vendidos.
- Amelia Tanaka - Una estudiante universitaria de pre-medicina que se ofrece como voluntaria para el estudio del END porque piensa que Richard Wright es lindo. Ella reporta que su END la hace sentir cálida y amada, pero muy tarde en el libro se revela que ella mintió, habiendo dicho a Wright lo que ella pensó que él quería escuchar. De hecho, su END tuvo lugar en el departamento de química de su universidad y la asustó, hasta el punto de que abandonó el proyecto.
- Ed Wojakowski - Un anciano gregario que se ofrece como voluntario para el estudio del END y afirma ser un veterano de la Segunda Guerra Mundial en la Marina de los Estados Unidos, pero se descubre que toma prestadas las experiencias de otras personas y posiblemente sólo miente sobre todo lo demás. Después de muchas historias serpenteantes e irrelevantes, evitando lo que realmente ha experimentado en una END, le dice a Joanna después de que ella le clava una pregunta directa de que su END ocurrió a bordo de un barco. Ella asume que es el Titanic.
- Maisie Nellis - Una niña de nueve años que sufre de cardiomiopatía y ocasionalmente de fibrilación ventricular  y auricular; a menudo en el hospital, se la pone en la lista para un trasplante de corazón. Ella tiene ENDs y es amiga de Joanna. Está obsesionada con los desastres famosos, incluyendo el incendio del circo de Hartford (que se convierte en el escenario de su última END). Maisie infecta a Joanna con su obsesión, por lo que el último END de Lander incluye a las personas que murieron en ese incendio. "Maisie, de hecho, con su forma gonzo junior de enfrentarse a la muerte, es dueña del centro espiritual de la novela", escribe Gary Wolfe.[3] (Jo Walton añade, "El capítulo desde el punto de vista de Maisie después de que le hayan mentido es una de las mejores cosas que Willis ha escrito...")[9])
- Pat Briarley - El profesor de inglés de Joanna en la escuela secundaria que hablaba a menudo de los acontecimientos que rodearon al Titanic, que Joanna ha interiorizado y olvidado en gran medida; sufre de alzheimer.
- Kit Gardiner - La sobrina de Pat Briarley, que se ha convertido en la cuidadora de su tío, y que se hace buena amiga de Joanna, ofreciéndose a investigar para ella entre los muchos libros del Sr. Briarley.
- Carl Aspinall - Un paciente en coma en el hospital (a quien las enfermeras y Joanna llaman irreverentemente "Carl en coma"). Como un soñador en el sueño de movimiento rápido de ojos, a veces habla y hace gestos; sus cuidadores interpretan erróneamente sus movimientos como "remar" y sus expresiones como "parches" y "oh, grandioso". Cuando se despierta de repente, Joanna se entera de que estaba experimentando una especie de END ambientada en Arizona, en la que estaba amenazado por los  apaches, murmuraba sobre el Río Grande, y trataba de enviar señales de humo, no de remar. A pesar de ser un personaje menor, él activa el clímax de la novela iluminando involuntariamente a Joanna que la END es un proceso de envío de un mensaje, tanto fisiológico como simbólico.

## Estilo
Willis incluye elementos de comedia loca en el estilo y forma de Pasaje, y enlaza diferentes eventos temáticamente para prefigurar eventos posteriores.
La novela celebra la  metáfora, cuya sola idea le da a Joanna la comprensión de cómo funciona la END para ayudar al cerebro moribundo, en lugar de facilitarle la muerte.
Willis da ciertos rasgos de diálogo a algunos personajes. Joanna, tratando de evitar las preguntas capciosas, continuamente pregunta a los pacientes e incluso a los amigos, "¿Puedes describirlo?" y "¿Puedes ser más específico?" (Cuando encuentra que el Dr. Wright comienza a imitarla inconscientemente, sonríe con aprobación). Maisie, mientras tanto, siempre manipulando a Joanna y a otros para que permanezcan con ella durante sus aburridos combates en las habitaciones del hospital, tiende a empezar las preguntas con, "¿Sabías...?" como en, sobre el Hindenburg, "¿Sabías que tenían un piano? ¿Arriba en un globo?" Más tarde, cuando Kit Briarley comienza una pregunta, "¿Sabías que...?" Joanna se ríe en agradecimiento.